# Spermophorides baunei
Spermophorides baunei is een spinnensoort uit de familie trilspinnen (Pholcidae). De soort komt voor op Sardinië.